# Amit Ben Shushan

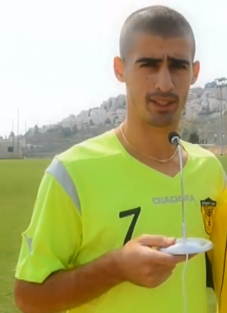

Amit Ben Shushan (em hebraico: עמית בן שושן‎ - Jerusalém, 20 de Março de 1985) é um futebolista israelense que defende o Beitar Jerusalem F.C..